# Yeghvard
Yeghvard là một đô thị thuộc tỉnh Kotayk, Armenia. Dân số ước tính năm 2011 là 12402 người. Đô thị này thuộc vùng đô thị Yerevan.

## Địa lý
Yeghvard nằm ở trung – tây Armenia, cách thủ đô Yerevan khoảng 18 km về phía bắc. Thị trấn có độ cao trung bình là 1333 mét so với mực nước biển.

## Nhân khẩu
Dưới đây là dân số Yeghvard qua các năm:
| Năm    | 1831 | 1897  | 1926  | 1939  | 1959  | 1970  | 1974  | 2001   | 2011   | 2016   |
| Dân số | 297  | 2.144 | 2.865 | 3.021 | 3.940 | 5.398 | 6.050 | 11.627 | 11.672 | 10.900 |